# Stetson en Stetson
Stetson en Stetson is een hoorspel van Ken Kaska. Der Tote aus der Themse werd op 7 maart 1961 door Radio Bremen uitgezonden. Kees Walraven vertaalde het en de AVRO zond het uit op donderdag 4 april 1968. De regisseur was Dick van Putten. Het hoorspel duurde 49 minuten.

## Rolbezetting
- Sacco van der Made (Gloucester)
- Hans Veerman (Henry)
- Harry Bronk (Humphrey)
- Dogi Rugani (Mrs. Stetson)
- Joke Hagelen (Evelyn)
- Wam Heskes (Sir Thomas)
- Johan te Slaa (butler)
- Tine Medema (Lady Thomas)
- Willy Ruys (Mr. Stetson)
- Jos van Turenhout (kerkhofwaker)
- Tonny Foletta (inspecteur)
- Johan te Slaa (een brigadier)

## Inhoud
Mr. Gloucester en Mr. Henry ontdekken aan de oever van de Theems een dode: elegante kleding, piekfijne schoenen - wat Henry doet concluderen: "Na het diner na rijp beraad de dood in". Wat moeten ze met de gentleman doen? Het politieapparaat willen de twee schelmen om begrijpelijke redenen niet in beweging zetten, en het lichaam voor een appel en een ei doorspelen aan de anatomie, dat zou alleen de rechtmatige bezitter kunnen. Dus: "Laten we het lijk maar weer in ‘t water gooien". Maar eigenlijk zou het toch erg spijtig zijn, het voorname lijk gewoonweg zo te laten verdwijnen. Gloucester en Henry komen op de idee, de verbluffende gelijkenis van de overledene met de koning der industriemagnaten te gebruiken om de aandeelkoersen te doen duikelen en dan heel groot in de beurshandel binnen te stappen. Zijn die twee niet bezig zich te ‘verspeculeren’?